# 베를린 요하니스탈역
베를린 요하니스탈역(Bahnhof Berlin-Johannisthal)은 베를린 트레프토쾨페니크구 요하니스탈에 있는 베를린 S반의 철도역이다. 2020년 12월 13일에 현재의 역명으로 개칭되었고, 그 이전에는 베를린 쇠네바이데 조차장역(Berlin-Schöneweide Betriebsbahnhof)으로 불렸다. 과거 조차 시설 부지가 재개발되면서 2017년 6월에 트레프토쾨페니크구 내부의 동 경계가 변경되면서 요하니스탈역과 역 일대가 니더쇠네바이데에서 요하니스탈로 편입되었다.

## 역사
베를린 S반의 전철화가 시작되면서 아들러게슈텔(Adlergestell) 대로의 니더쇠네바이데 일대에 쇠네바이데 기지가 설치되었고, 1927년 10월 15일에 기지가 운영을 시작했다. 5주 후인 1927년 11월 17일에 니더쇠네바이데 조차장역(Betriebshaltepunkt Nieder-Schöneweide)으로 영업을 시작했다. 1928년 11월 6일에 쇠네바이데역-그뤼나우역 구간이 전철화되면서 전동차 운행이 시작되었다. 개업 초기에는 일반 여객에게 개방되지 않았고 승무 교대용으로만 정차했다.
제2차 세계 대전 중에도 역과 기지는 큰 손상을 입지 않았지만, 전쟁 말기인 1945년 4월에 영업이 중단되었다. 그 해 7월 11일에 영업이 재개되었으며, 일반 여객에게도 역이 개방되었다. 영업 초기에는 의미는 동일하지만 단어 순서가 반대인 Betriebsbahnhof Schöneweide 및 Schöneweide Betriebsbahnhof 명칭이 혼용되었다.
2020년 12월에 요하니스탈역으로 개칭되었다. 그러나 실제 요하니스탈 지역과는 연결되어 있지 않았다는 문제가 있었다.
1인 승무용 ZAT 도입 이후에도 역에서 출발 통제가 진행된다.

## 시설

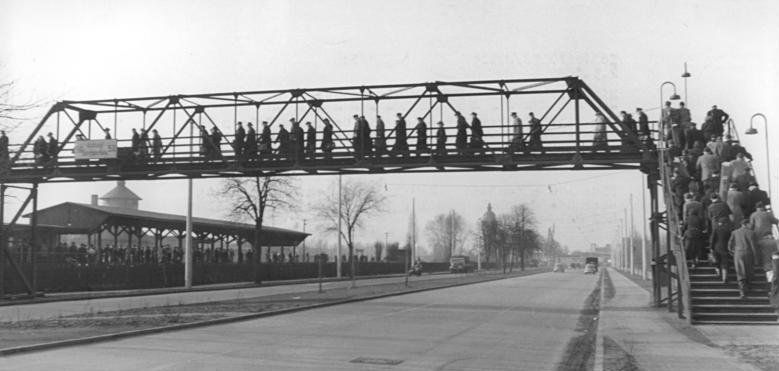
아들러게슈텔 대로로 향하는 구 육교, 1957년 3월

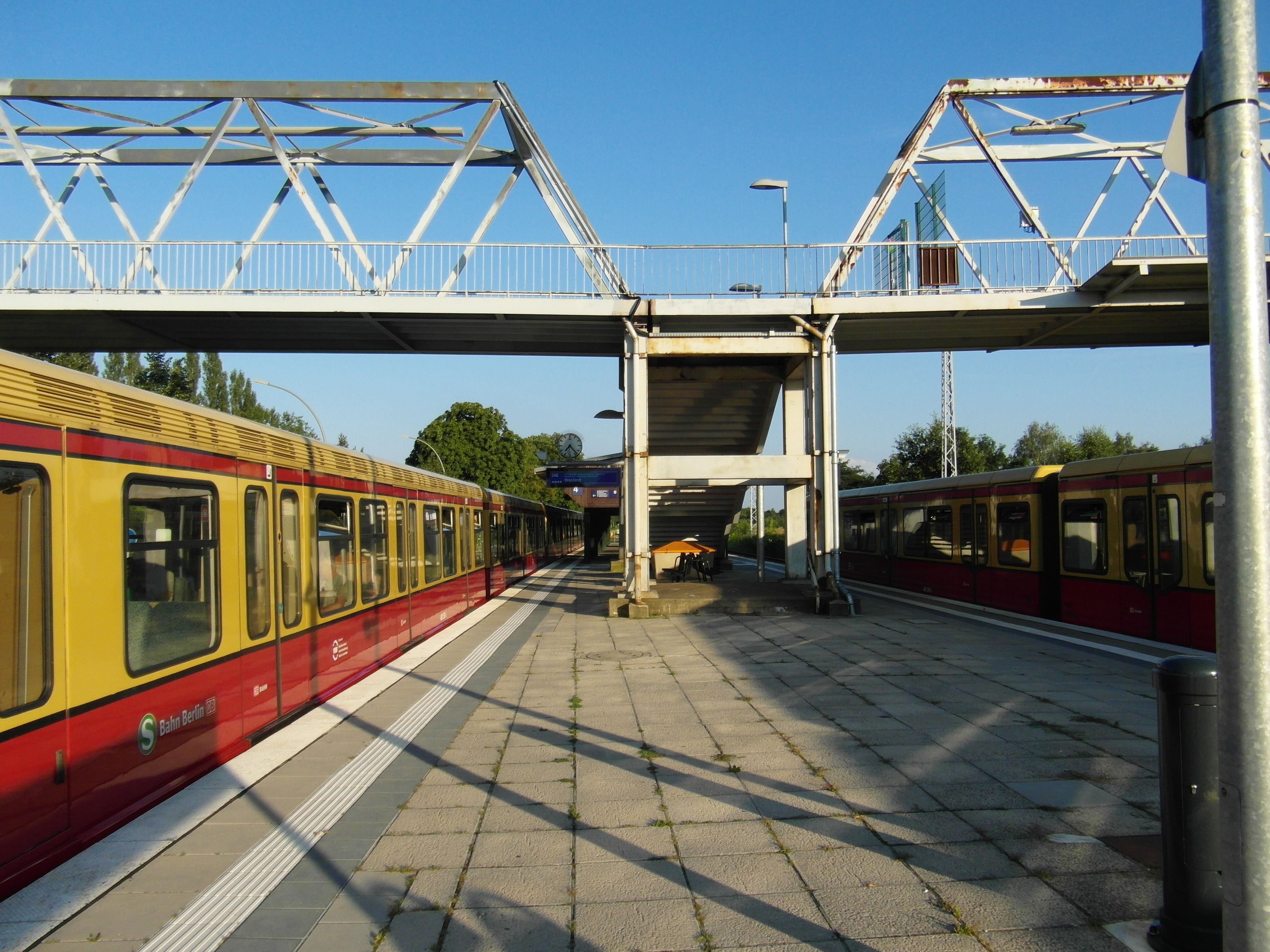
육교, 2012년 8월

베를린 S반 열차가 정차하는 섬식 승강장이 설치되어 있다.
개통 당시에는 승강장 남동쪽에 있는 육교로 진입할 수 있었다. 이 육교는 도심 방향 S반선 위로 지나가서 아들러게슈텔 대로의 S반 기지 방향으로 연결되었으며, 일반인에게 개방되어 있었다. 반대쪽으로는 나머지 선로 위로 지나가서 장거리 열차 조차장으로 연결되었으며, 일반인에게 개방되지 않았다. 1983년부터 1986년까지 새로운 육교가 건설되었고, 구 육교는 1986년에 철거되었다.
2013년 12월에 엘리베이터 2기가 가동을 시작하여 아들러게슈텔 대로에서 승강장으로의 동선이 확보되었다. 설치 비용은 약 65만 유로이다.
육교의 서쪽 부분은 상태 악화로 폐쇄되었으며, 요하니스탈 지역 및 신규 개발된 산업 및 상업 지구에서 진입할 수 없었다. 2024년까지 육교 개보수가 예정되어 있었으나, 실제 요하니스탈에서 역으로 진입할 수 없었는데 역이 개명되었다는 문제로 인하여 2021년 말에 보수공사가 완료되었다. 엘리베이터 설치는 2024년에 완료될 예정이다.

## 인접 철도역
| 베를린 S반                       | 베를린 S반 | 베를린 S반                              |
| -------------------------------- | ---------- | --------------------------------------- |
| 쇠네바이데 쥐트크로이츠 방면     | S45        | 아들러스호프 BER 공항 방면              |
| 쇠네바이데 베스트엔트 방면       | S46        | 아들러스호프 쾨니히스 부스터하우젠 방면 |
| 쇠네바이데 비르켄베르더 방면     | S8         | 아들러스호프 그뤼나우·빌다우 방면       |
| 쇠네바이데 바이트만슬루스트 방면 | S85        | 아들러스호프 그뤼나우·빌다우 방면       |
| 쇠네바이데 슈판다우 방면         | S9         | 아들러스호프 BER 공항 방면              |